# تشومبي فيرنانديز
تشومبي فيرنانديز (بالإسبانية: Rafael Fernández Martínez)‏ (5 مايو 1989 بأغيلاس في إسبانيا - ) هو لاعب كرة قدم إسباني في مركز الهجوم. لعب مع نادي ألباسيتي ونادي ألميريا ونادي ريوس ديبورتيو ونادي ياغوستيرا وLorca Deportiva CF ‏ وCaravaca CF ‏ ونادي ألميريا ب وأتلتيكو مدريد ج وفالنسيا ميستايا.

## وصلات خارجية
- تشومبي فيرنانديز على موقع قاعدة بيانات كرة القدم.إي يو (الإنجليزية)
- تشومبي فيرنانديز على موقع Soccerbase.com (لاعب) (الإنجليزية)
- تشومبي فيرنانديز على موقع Soccerway.com (الإنجليزية)
- تشومبي فيرنانديز على موقع AS.com (الإسبانية)